# Saverio Costanzo
Saverio Costanzo (ur. 28 września 1975 w Rzymie) – włoski reżyser i scenarzysta filmowy i telewizyjny. 

## Życiorys
Jego debiutancki film fabularny, Private (2004), zdobył Złotego Lamparta na MFF w Locarno oraz nagrodę David di Donatello za najlepszy debiut reżyserski. Kolejny film Costanzo, Ku mojej pamięci (2007), startował w konkursie głównym na 57. MFF w Berlinie. 
Trzecia fabuła reżysera, Samotność liczb pierwszych (2010), była ekranizacją powieści Paola Giordano. Film zaprezentowany został w sekcji konkursowej na 67. MFF w Wenecji. Złaknieni (2014) przynieśli z kolei Puchary Volpiego dla najlepszej aktorki i aktora na 71. MFF w Wenecji dla grających w nim Adama Drivera i Alby Rohrwacher.
Ostatnim przedsięwzięciem Costanzo był serial Genialna przyjaciółka (2018-2020), zrealizowany na podstawie powieści Eleny Ferrante.
Costanzo zasiadał w jury konkursu głównego na 78. MFF w Wenecji (2021).
Jest w związku z włoską aktorką Albą Rohrwacher, która regularnie występuje w jego filmach.